# Liptovská Kokava
Liptovská Kokava é um município da Eslováquia, situado no distrito de Liptovský Mikuláš, na região de Žilina. Tem 19,88 km² de área e sua população em 2018 foi estimada em 967 habitantes.

## Demografia
| Ano:        | 1994 | 2004    | 2014   | 2024   |
| ----------- | ---- | ------- | ------ | ------ |
| Broj ljudi: | 1175 | 1054    | 959    | 882    |
| Razlika:    |      | -10,29% | -9,01% | -8,02% |

| Ano:               | 2023 | 2024   |
| ------------------ | ---- | ------ |
| Número de pessoas: | 901  | 882    |
| Diferença:         |      | -2,10% |